# Ensanche de Gijón

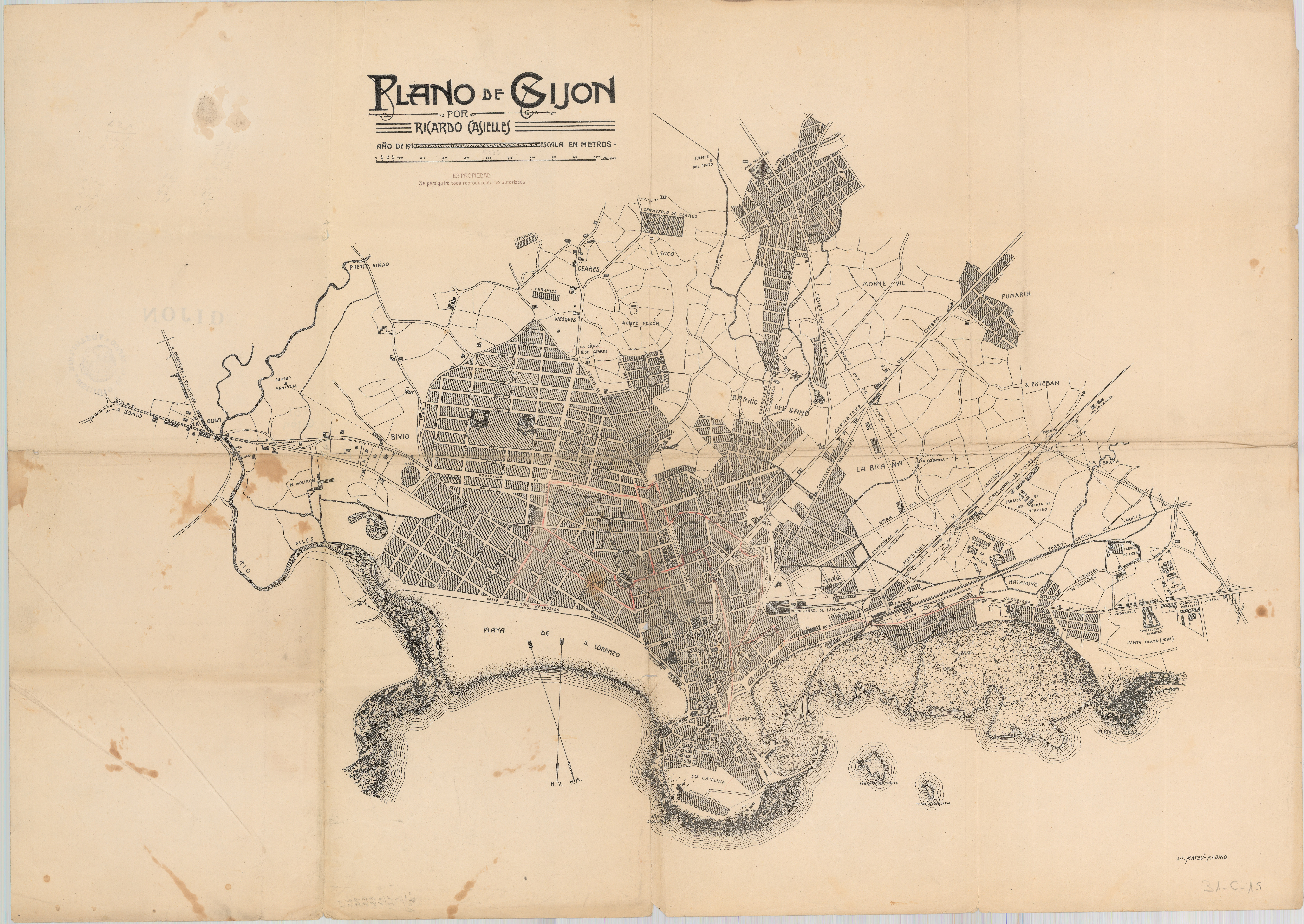
Gijón en 1910. En este mapa de Ricardo Casielles se aprecian los tres ensanches; La Arena, El Coto y Ceares. El de La Arena, abajo a la izquierda

El ensanche de Gijón o ensanche sobre el arenal de San Lorenzo fue el proyecto de ensanche diseñado en 1867 para la ciudad de Gijón (Principado de Asturias, España). Proyectado sobre arenales de la playa de San Lorenzo, dio lugar a la parte oriental del barrio de El Centro y a la totalidad del barrio de La Arena.

## Antecedentes

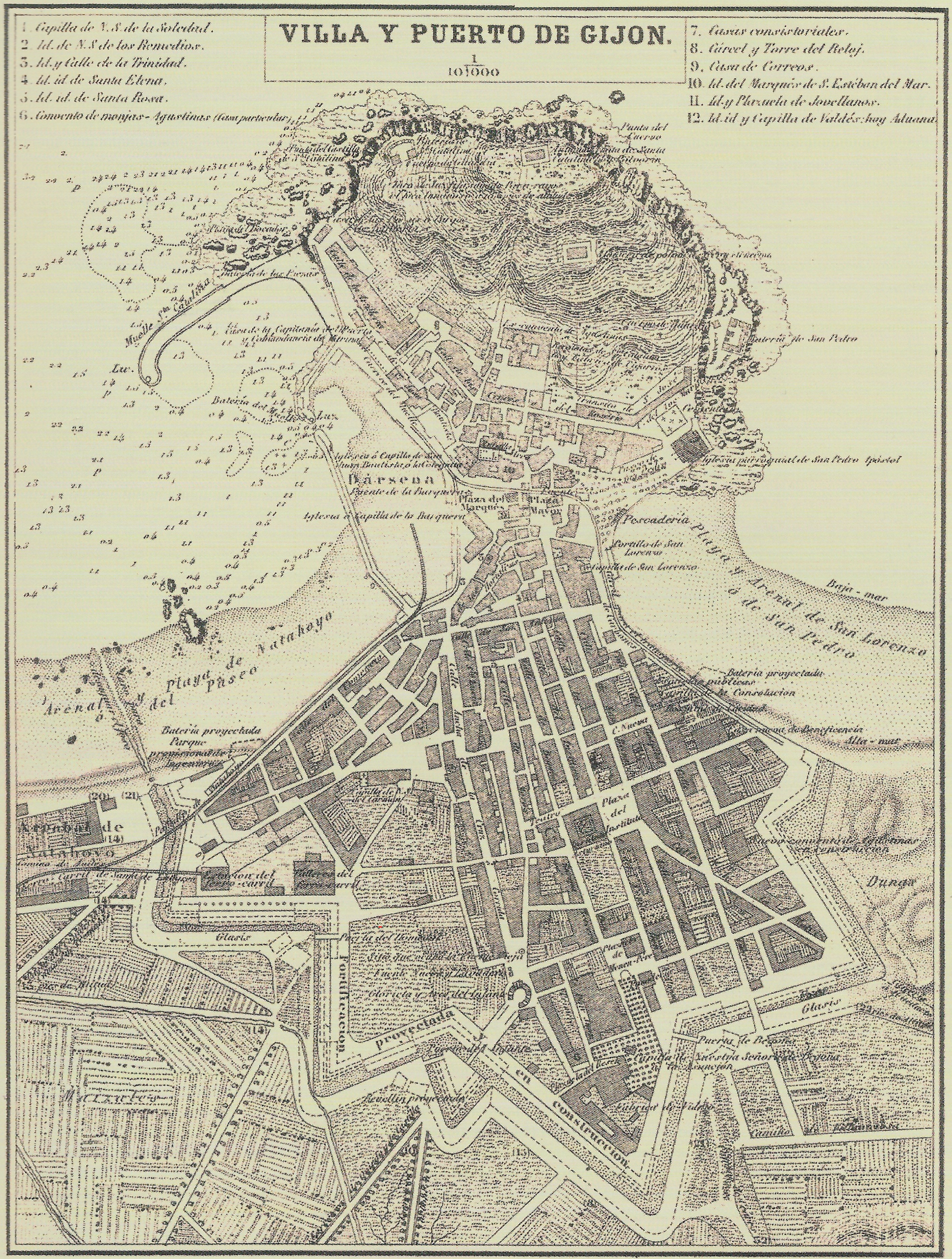
Plano de la villa donde se aprecia la ciudad intramuros plenamente edificada. La muralla había comenzado a derruirse tres años antes a la publicación de este mapa en 1870.

La ciudad de Gijón espacialmente creció a partir del siglo XVII hacia al sur desde su casco viejo, conformado por el barrio de Cimadevilla, hasta cubrir gran parte del actual barrio de El Centro. El crecimiento de la ciudad desde Cimadevilla era muy limitado, la única opción aparente era hacia el sur. La zona oeste (actual barrio de El Natahoyo) era físicamente propicia (zona litoral con playas), sin embargo, estaba sujeta a la propiedad de los marqueses del Natahoyo y, además, en 1852 se inauguró el ferrocarril de Langreo, condicionando la zona para usos industriales. La zona este resultaba totalmente ocupada por dunas y arenales de la playa de San Lorenzo. En 1782 Jovellanos propone un ensanche, que moldearía la trama del barrio de El Centro.Este ensanche se edificó considerablemente y, de cara a una nueva expansión, había una gran traba; la muralla carlista. Esta cerca construida en 1839 rodeaba a todo el casco urbano, impidiendo la edificación en su exterior.
Ante la previsión de demoler la muralla los arenales de San Lorenzo estuvieron codiciados por la burguesía local. Félix Valdés de los Ríos, primer marqués de Casa Valdés, ofreció en 1850 al Ayuntamiento de Gijón la posibilidad de subastar las tierras, situándose él como primer postor. El Ayuntamiento aceptó y sacó el arenal a subasta en tres grandes lotes: El primero sería la zona más occidental del mismo, cerca de las fortificaciones, midiendo 277.00 m². El segundo sería la parte occidental, llegando hasta el río Piles y midiendo 84.350 m². Finalmente el tercero, de 48.000 m², estaría en la zona sur del arenal y se lo quedaría el municipio. El comprador estaría obligado a controlar la arena de sus tierras en cinco años bajo riesgo de ser expropiado y a aceptar la venta –al mismo precio de compra en la subasta– de los terrenos necesarios para las calles del ensanche una vez que se proyecten. En 1853 el primer trozo lo compra el Marqués de Casa Valdés y el segundo Romualdo Alvargonzález.Posteriormente comienza la venta de los grandes lotes en parcelas de menor tamaño. El objetivo de Valdés de los Ríos desde un comienzo era la especulación, habiendo logrado multiplicar el valor de sus tierras 11 veces ocho años después de la compra inicial.
En 1854 el Ayuntamiento inicia las acciones para poder demoler la muralla carlista y en 1862 el Marqués de Casa Valdés solicita la proyección del ensanche. Finalmente, en 1862 el arquitecto Lucas María Palacios elabora un sencillo proyecto de ensanche.En abril de 1867 la Corporación Municipal encarga al ingeniero militar García de los Ríos que mejore el proyecto y lo adapte a la trama urbana prexistente intramuros.Un mes después en mayo, una Real Orden permite la demolición de la muralla, que se efectuará primero en la zona oriental de la misma.

## Proyecto de  ensanche

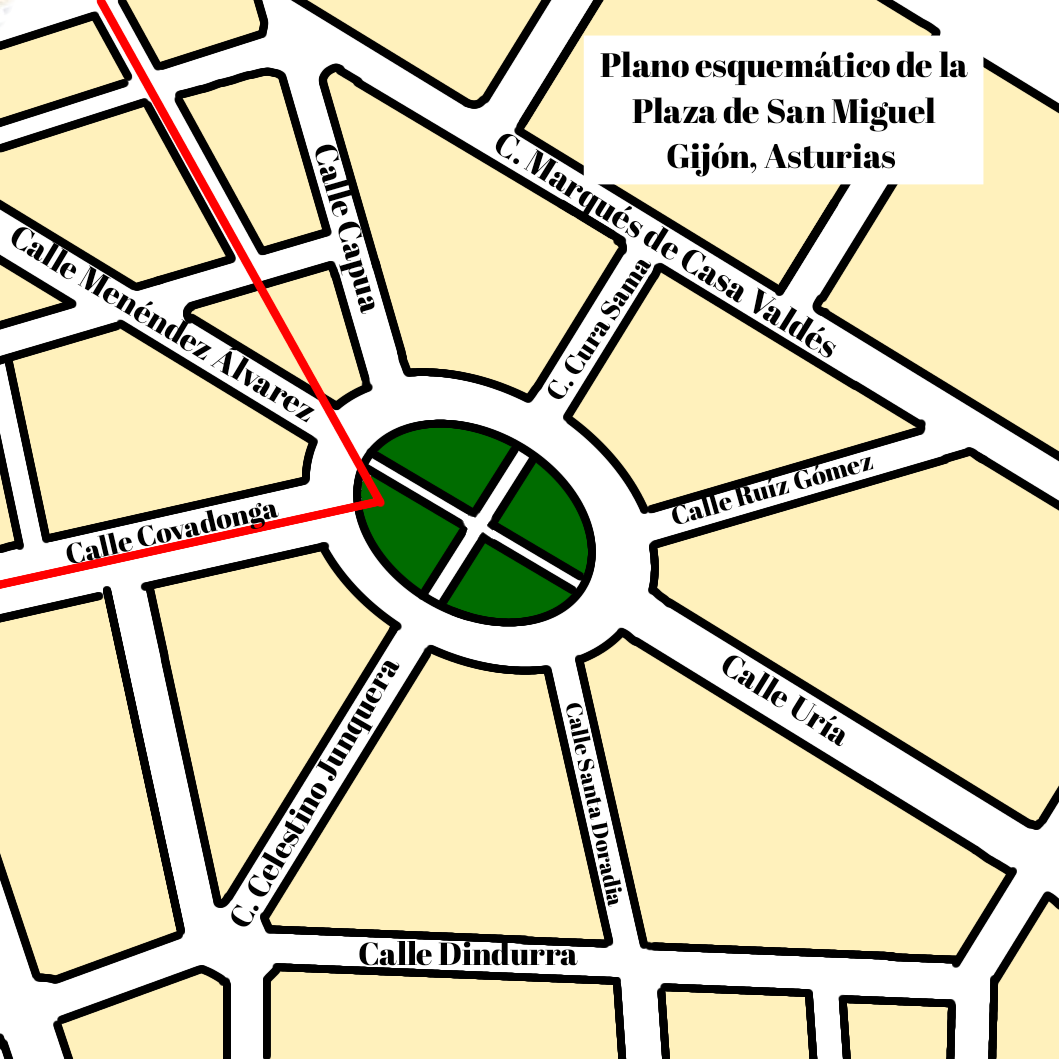
Plano de la plaza de San Miguel. En rojo se traza la cara interna de la muralla. Al sur, los terrenos de El Balagón. Obsérvese como se rompe la continuidad de los viales norte-sur a partir de la calle Marqués de Casa Valdés.

El ingeniero militar Francisco García de los Ríos presenta el diseño final en 1867, tomando en base el elaborado por Lucas María Palacios en 1862. Los terrenos a urbanizar eran 40 hectáreas: los tres grandes lotes de la subasta, la zona ocupada por la muralla y unos terrenos conocidos como El Balagón, actualmente ubicados entre la plaza de San Miguel y la avenida de Pablo Iglesias. García de los Ríos soluciona de manera sublime la unión con la ciudad prexistente; diseña una plaza elíptica con ocho calles a modo de radios, la actual plaza de San Miguel. Una de esas calles, la calle Uría, sería el eje principal del ensanche puesto que todas las calles oeste-este discurrirían paralelas a ella. Los viales norte-sur se proyectan para que no presentaran continuidad a partir de la actual calle Marqués de Casa Valdés, formando un patrón que rompe el planteamiento hipodámico del diseño. El autor con esto pretendía quebrar la fuerza de los vientos que azotaban la bahía. En la unión de la calle Uría con la carretera de Villaviciosa (límite sur del proyecto), se proyectaron tres manzanas que actuarían como parque urbano, modificando el primitivo trazado de la carretera. Sin embargo, el parque no se realizaría, por lo que la bifurcación formaría la actual plaza de Los Campos.
Los arquitectos García de los Ríos, Lucas María Palacios y un tercero, Juan Ruíz; se ven obligados a rebajar al mínimo el tamaño de los viales (11,2 m) y al máximo posible el tamaño de las manzanas. Esto se debe a que los propietarios querían minimizar sus pérdidas de terreno y disponer de más superficie para edificar. Es por ello que de las tres manzanas que formarían el único parque; las dos occidentales serían destinadas a la edificación y en la oriental se construiría una explanada con distintos usos recreativos, propiedad del Ayuntamiento y vendida a una entidad privada en 1873. Esta empresa construyó el Teatro de Los Campos en 1876. Así mismo, la parte más occidental de la parcela albergó a la Exposición Regional de Gijón de 1899 y desde 1934 el parque urbano de La Florida, destruido en 1957.

## Desarrollo
Las calles se construirían a partir de 1868 y se acabaron en 1875 las oeste-este y en 1895 las norte-sur. La primera en concluirse fue la calle Uría, que alcanzó a la carretera de Villaviciosa en 1872, en el cruce de Los Campos. La apertura de calles estuvo sujeta en todo momento al interés del propietario de la parcela, adelantándola o atrasándola, provocando un crecimiento desigual.

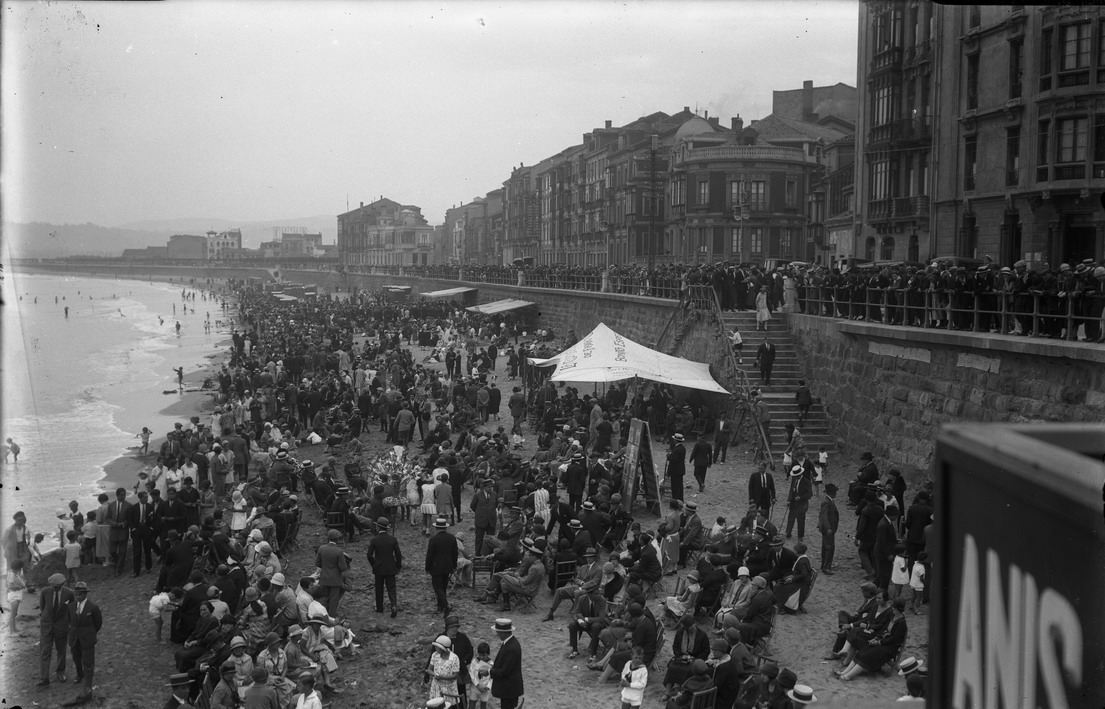
El Martillo de Capua desde un balneario. Al fondo, algunas construcciones en el ensanche, incluido el gasómetro circular de la fábrica del gas. 1911.

El proyecto tendría dos modificaciones de parte del arquitecto municipal Miguel García de la Cruz. La primera sería en 1905, cuando se decide construir un paseo marítimo que limite la acción de la arena y del mar y permita fijar un límite norte al ensanche. El paseo marítimo, El Muro, sería finalmente concluido en 1914. Las obras las dirigió Manuel del Busto. La segunda actuación ocurriría en 1928 y consistía en prolongar la calle del Gas, actual Menéndez Pelayo, hasta el cruce de Los Campos desde la calle Marqués de Casa Marqués, en donde concluía al ser un vial norte-sur. De este modo el ensanche consiguió un eje norte-sur. Además, en 1958 se expande la anchura de cinco calles en la zona oriental (Aguado, Dr. Hurlé, Manso, Marqués de Urquijo y la avenida de Castilla).
En 1864 había en Gijón 25.000 habitantes y en 1875, 28.000. Además, en 1875 se contabilizan 13 fábricas en toda la ciudad. Son números escasos que en cierto modo indican el sobredimensionamiento del ensanche. El barrio de La Arena no sería totalmente edificado hasta mediados de los 1970, después de que el Plan Parcial de 1958 diera rienda suelta a la edificación en pleno desarrollismo.Entre 1963 y 1969 se construyeron 69 edificios que se saltaron el límite de altura permitido.

### La ocupación con fines lúdicos
Sin embargo, el mayor uso del suelo vendría de la mano de edificios de uso lúdico, una situación inédita comparado con el resto de ensanches españoles, que fueron ocupados en sus primeros años de vida por edificios residenciales burgueses: De las tres manzanas proyectadas como espacio verde, dos habían sido edificadas y la tercera se la quedó el Ayuntamiento, que la vendería a la empresa Campos Elíseos en 1873, autora del Teatro de Los Campos Elíseos (1876), uno de los principales recintos lúdicos de Asturias hasta su cierre en 1963.
A nivel deportivo se construiría lo siguiente; en 1888 la plaza de toros de El Bibio, en 1895 un velódromo en la calle Emilio Tuya, sobre 1908 el estadio El Molinón, otros tres estadios en distintas épocas, la sede del Gijón Lawn Tennis Club en 1911 y en 1935 la primera sede del Grupo Covadonga, a la altura de la Fábrica del Gas. El límite oriental del ensanche lo definiría el parque de Isabel la Católica, de 1941, aunque la edificación no llegaría hasta los 1970. Sería la línea Gijón-Somió (1890) del tranvía de Gijón la que transportaría a los asistentes a estos equipamientos.

## Edificación
Solo había dos estructuras en el arenal antes de 1868, la casa del primer Marqués de Casa Valdés y un almacén de paja propiedad de la Fábrica de Vidrios del paseo de Begoña.El ensanche tendría una urbanización muy escasa, generalmente viviendas unifamiliares de una sola planta. Se registran 409 edificaciones en 1899 y en 1922; 676, la mayoría en la calle Ezcurdia, donde se halla la única manzana plenamente edificada y que curiosamente ha llegado intacta a la actualidad; el Martillo de Capua.

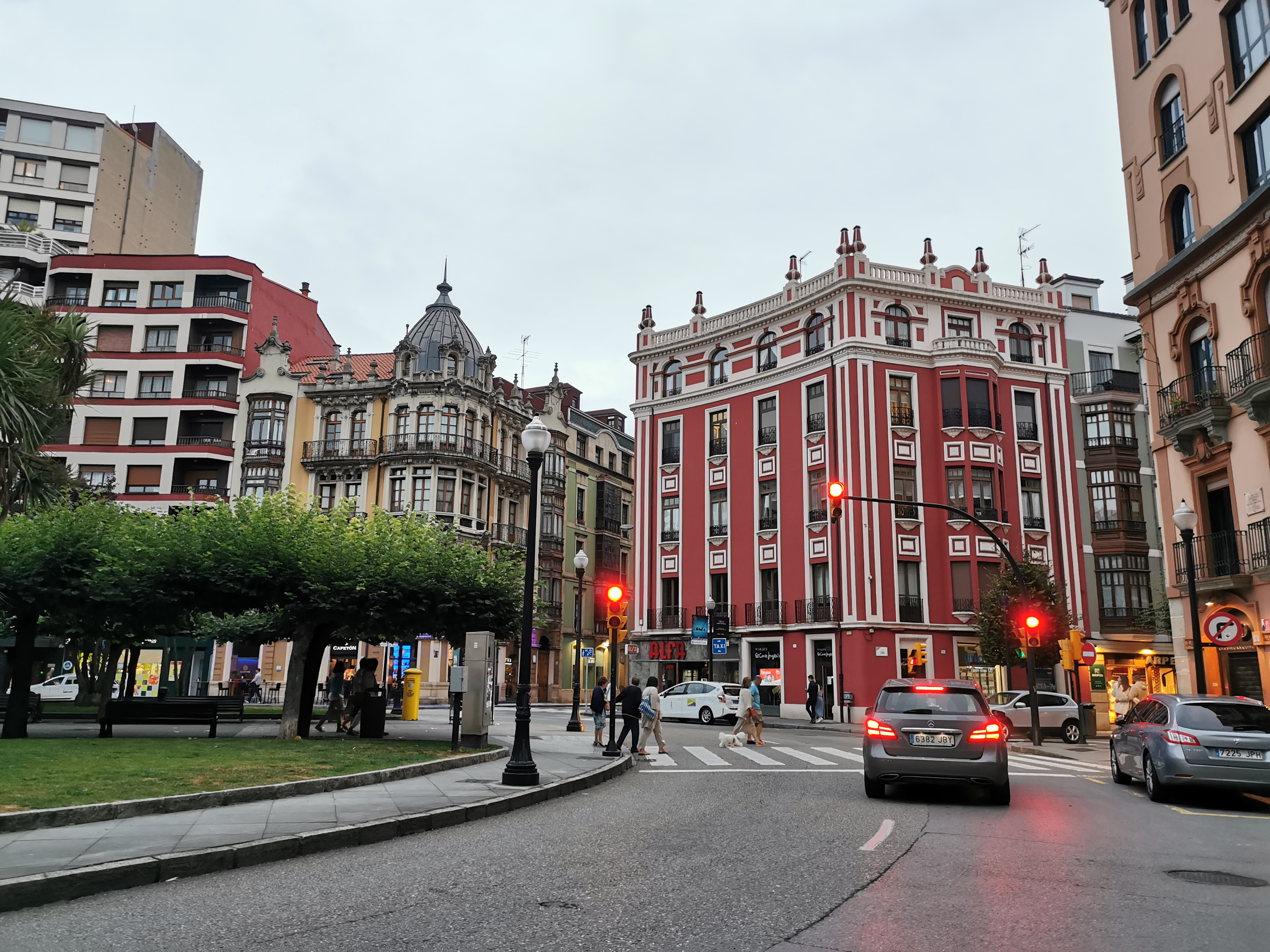
Edificios en la plaza de San Miguel.

### Edificios residenciales

#### Arquitectura burguesa
Las viviendas serían principalmente de carácter modesto.Sin embargo, hay que mencionar palacetes y chalets burgueses, la mayoría desaparecidos aunque con ejemplos supervivientes como el palacio de los Alvargonzález (Mariano Marín, 1899) o el actual hospital de la Cruz Roja (De la Guardia, 1889). Destaca especialmente la arquitectura construida en el punto más occidental del ensanche, especialmente el Martillo de Capua, la calle Capua, la plaza de San Miguel y la zona de El Balagón, que presentaba dos palacetes derribados.

#### Viviendas obreras

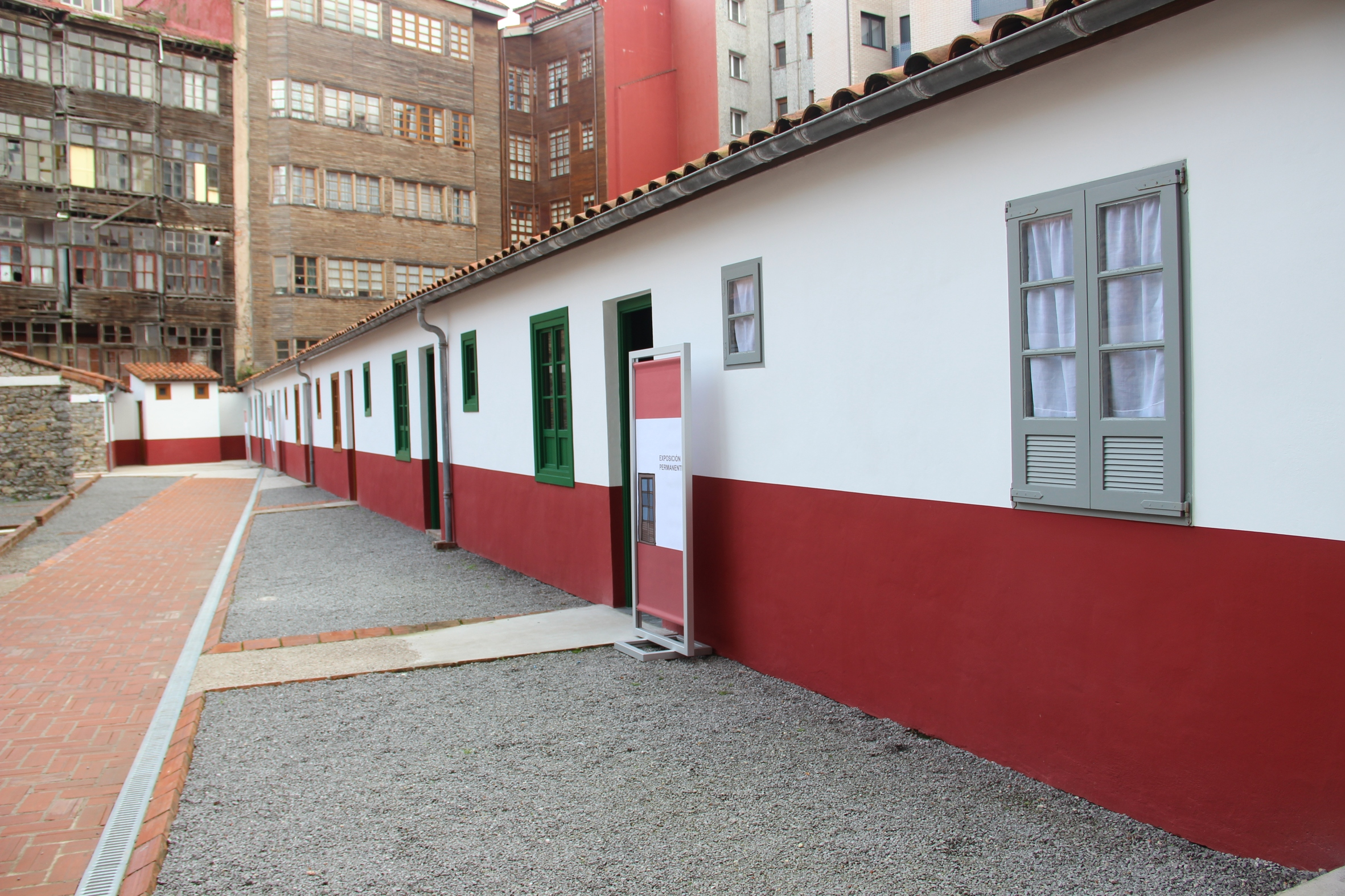
Ciudadela de la calle Capua

El pequeño tamaño de las edificaciones en las manzanas deja un gran espacio en el interior de la mazana. En estos lugares se construirían ciudadelas, grupos de viviendas obreras de planta baja. La vivienda promedio en una ciudadela era de unos 30 metros cuadrados, contenía dos habitaciones y tenía unas condiciones higiénicas variables, generalmente malas.En 1892 se contabilizan en el ensanche 62 ciudadelas, un total de 187 viviendas.La más grande sería la ciudadela de Capua, que contuvo 32 viviendas y actualmente es un museo.En 1962 quedaban tres ciudadelas.

### Otros
- Industrial: Destacó la Fábrica del Gas, en pleno centro del ensanche y ocupando toda su manzana. Fue construida en 1870 y demolida en 1984, dando paso al parque homónimo.[22]

- Religioso: Iglesia de los Capuchinos en Los Campos, de 1934.

## Otros ensanches
Ya no considerados ensanches si no grandes parcelaciones de terreno:
- El Fumeru, zona norte del barrio de El Llano. Parcelación de 1887 que tenía a la avenida de Manuel Llaneza como eje, recibió una ampliación hacia el sur en 1930.
- El Real, zona norte del barrio de Ceares; de 1888.
- El Coto de San Nicolás; de 1898.